# Ecclesia (allegoria)

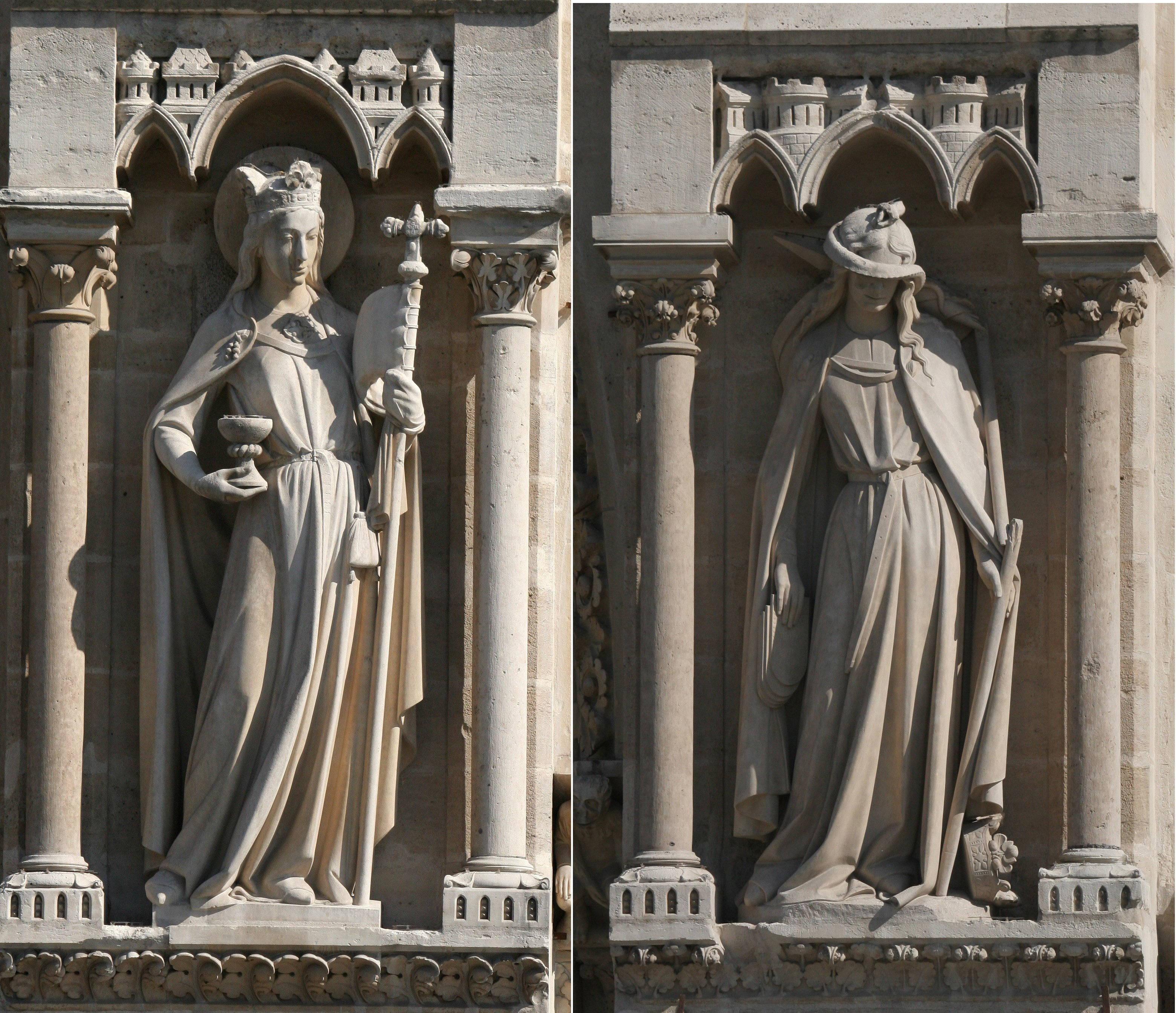
Ecclesia e Sinagoga rappresentate sul lato occidentale della Cattedrale di Notre-Dame a Parigi

Le raffigurazioni dell'Ecclesia e della Sinagoga si ritrovano sovente nelle chiese medievali sotto forma di allegorie personificate della Chiesa cristiana (l'Ecclesia) e dell'Ebraismo e della teologia della sostituzione (la Sinagoga).
L'Ecclesia è rappresentata da una donna di bell'aspetto, per lo più con una corona, che tiene in mano una croce, simbolo del Cristianesimo e un calice o talvolta uno scettro. 
La si ritrova in coppia oppure che fronteggia la raffigurazione della Sinagoga, anch'essa rappresentata da una donna però senza corona (che talvolta giace per terra) e con gli occhi bendati alludendo alla sua cecità nei confronti della figura di Gesù Cristo come Messia. Mentre l'Ecclesia viene rappresentata come una figura trionfante e sorridente la Sinagoga spesso distoglie lo sguardo, talvolta ha fra le mani una lancia spezzata e a volte è rappresentata vicino al diavolo. Le due figure rappresentano il rapporto, in epoca medievale, fra Cristianesimo ed Ebraismo. 
Le due figure si trovano in alcune chiese medievali come:
- la Cattedrale di Notre-Dame a Parigi
- La Cattedrale di Strasburgo
- La Cattedrale di Friburgo in Brisgovia
- Il duomo di Bamberga